# Konsulat Generalny RP w Mumbaju
Konsulat Generalny Rzeczypospolitej Polskiej w Mumbaju (ang. Consulate General of the Republic of Poland in Mumbai) – misja konsularna Rzeczypospolitej Polskiej w Mumbaju w stanie Maharasztra w Republice Indii.

## Historia
Konsulat RP w Mumbaju otwarto w 1933. Podczas II wojny światowej konsul RP w Mumbaju był zaangażowany w pomoc i osiedlanie w Indiach ponad 5000 polskich obywateli, których udało się wywieźć z Związku Radzieckiego. Po nawiązaniu stosunków dyplomatycznych z Indiami przez Polskę w 1954, PRL utrzymał konsulat.

## Kierownicy Konsulatu
- Eugeniusz Banasiński[2]
- Janusz Stakiński
- Jan Kamiński
- Andrzej Wójcik
- Janusz Brolski
- Jerzy Dylewski
- Edmund Kaczmarek
- Henryk Nawrocki
- Stanisław Kołodziej
- Wojciech Gumowski
- do 1992 – Władysław Kowalski
- Alfred Prus
- 1993–1996 – Krzysztof Majka
- 1996–2001 – Ireneusz Makles
- 2001–2006 – Marek Moroń
- 2006–2010 – Janusz Byliński
- 2010–2013 – Janusz Wach
- 18 listopada 2013–2018 – Leszek Brenda
- 14 maja 2018 – wrzesień 2023 – Damian Irzyk
- 20 września 2023 – lipiec 2024 – Aleksander Dańda
- od grudnia 2024 – Tomasz Wielgomas(inne języki)

## Okręg konsularny
Okręg konsularny Konsulatu Generalnego RP w Mumbaju obejmuje stany:
- Andhra Pradesh
- Goa
- Gudźarat
- Karnataka
- Kerala
- Maharasztra
- Tamilnadu
- Telangana

oraz terytoria związkowe:
- Andamany i Nikobary
- Daman i Diu
- Dadra i Nagarhaweli
- Puducherry.

Pozostała część Indii obsługiwana jest przez Wydział Konsularny Ambasady RP w Nowym Delhi.